# Cantonul Saint-Nicolas-de-la-Grave
Cantonul Saint-Nicolas-de-la-Grave este un canton din arondismentul Castelsarrasin, departamentul Tarn-et-Garonne, regiunea Midi-Pyrénées, Franța.

## Comune
- Angeville
- Castelferrus
- Castelmayran
- Caumont
- Cordes-Tolosannes
- Coutures
- Fajolles
- Garganvillar
- Labourgade
- Lafitte
- Montaïn
- Saint-Aignan
- Saint-Arroumex
- Saint-Nicolas-de-la-Grave (reședință)